# 不再甜蜜
《不再甜蜜》（英語：We Don't Talk Anymore）是美国歌手查理·普斯的一首歌曲，收录于其2016年首张录音室专辑《天马行空》，歌曲与席琳娜·戈梅茲共同合唱。其由普斯、雅各·卡舍尔·因丁和戈梅茲创作，并由普斯制作。这首歌曲于2016年5月24日以专辑第3支以及最后一支单曲正式发行。《不再甜蜜》是一首熱帶浩室歌曲。
歌曲在美国《告示牌》百强单曲榜获得第9名，成为普斯第二首和戈梅茲第六首进入该榜单前十名的歌曲。它还在澳洲、新西兰、菲律宾、葡萄牙和西班牙进入了前十名，并在意大利和黎巴嫩夺得榜首。

## 背景
普斯在日本旅行时创作歌曲的吉他谱。他在菲律宾制作拍子并在洛杉矶录制他的声音。因为普斯曾与席琳娜·戈梅茲 在MTV音樂錄影帶大獎之后派对相遇，所以歌曲在创作一个月之后就向她演奏该曲。他认为他们的声音会相得益彰，并询问她是否可以演唱歌曲的第二段。席琳娜·戈梅茲在普斯的储藏室中录制她的声音。她的录制过程只持续了将近15分钟。2015年12月10日，普斯发布了歌曲的一则信息来宣布与戈梅茲的合作。2016年1月10日，普斯发布了第二段关于歌曲的预告。

## 词曲
《不再甜蜜》是一首熱帶浩室歌曲。歌曲以升C小調创作，拍号为每分钟100拍。NJ.com的鲍比·
奧利弗称其为「一个正在跳动的俱乐部派对」。普斯说这首歌曲的歌词是关于「你对于某一个人着迷的一场情侣关系，但是之后你与她和平分手，然而一切都开始变了。你不再跟她像朋友般聊天。你可以说你还想与其保持朋友关系，但是这說時容易做時難。这场关系已经破碎。《不再甜蜜》根本就描述了该类型分手一个月之后的对话。」

## 乐评
《Spin》的编辑布伦南·卡莉认为这首歌曲「明智地让两个在流行界中具有影响力的歌手交织着演唱不同段落，而在热带浩室趋势中牟利」并补充说它是「一首值得去聽、听起来微风习习的流行歌曲」。NJ.com的鲍比·奧利弗写道歌曲「有很好的感染力，并感觉根本是为流行电台量身訂做。」MTV的麥迪琳·罗斯赞赏了歌手的声音，并表示他们「一起合作是如此的美丽。」《保险丝》的玛丽·謝爾曼认为这首歌曲「极度琅琅上口」而且副歌将会在人们的脑中绕梁三日。《告示牌》的琳赛·沙利文称这首歌是「荒谬地琅琅上口」。Idolator的麦克·瓦斯认为这首歌曲「听上去就像会大獲成功」。

## 音乐录影带
歌曲的音乐录影带于2016年8月2日在BuzzFeed首映，并由菲尔·平托执导。其描绘了普斯和前女友之间的关系，而米雷拉·卡爾多蘇饰演前女友。截至2017年6月24日，该音乐录影带在Youtube已有超过11亿的观看次数和4百70万的赞好。

## 现场演出
普斯和戈梅茲首次共同演出是在后者的甦醒巡回演唱会的加州安那翰场次。普斯随后在Youtube发布正式影片，并于2017年6月24日获得了超过9千6百万的观看次数。

## 参与名单
- 查理·普斯 ——主唱、词曲作家、制作人
- 席琳娜·戈梅茲 ——词曲作家、伴唱
- 雅各·卡舍尔·因丁 ——词曲作家

## 榜单成绩
| 排行榜（2016年至17年）                   | 最高 排名 |
| ---------------------------------------- | --------- |
| 阿根廷（拉丁显示器排行榜）               | 15        |
| 澳大利亚（澳大利亚唱片业协会單曲榜）     | 10        |
| 奥地利（Ö3四十强单曲榜）                 | 23        |
| 白俄羅斯（众星电台前20强单曲榜）         | 7         |
| 比利时佛兰德（Ultratop五十强单曲榜）     | 18        |
| 比利时瓦隆（Ultratop五十强单曲榜）       | 36        |
| 巴西（《告示牌》巴西百强单曲榜）         | 91        |
| 加拿大（Canadian Hot 100）               | 11        |
| 捷克（電台百強單曲榜）                   | 7         |
| 捷克（百強數位單曲榜）                   | 16        |
| 丹麦（Tracklisten）                      | 13        |
| 芬蘭（芬兰官方电台榜）                   | 14        |
| 法国（法國唱片出版業公會）               | 8         |
| 希腊单曲排行榜（國際唱片業協會希臘分會） | 17        |
| 匈牙利（四十强电台榜）                   | 5         |
| 匈牙利（四十強單曲榜）                   | 5         |
| 愛爾蘭（愛爾蘭唱片音樂協會单曲榜）       | 11        |
| 意大利（義大利音樂產業聯合會）           | 1         |
| 黎巴嫩（黎巴嫩前20强单曲）               | 1         |
| 西班牙（拉丁显示器排行榜）               | 9         |
| 荷兰（荷蘭四十強單曲榜）                 | 17        |
| 荷兰（百强单曲榜）                       | 14        |
| 新西兰（新西兰唱片音乐协会单曲榜）       | 8         |
| 挪威（世界之路榜单）                     | 10        |
| 菲律宾（菲律宾百强单曲榜）               | 10        |
| 波蘭（波蘭百大電台榜）                   | 10        |
| 葡萄牙（葡萄牙唱片業協會单曲榜）         | 5         |
| 罗马尼亚（森林媒体榜单）                 | 1         |
| 俄罗斯单曲榜（Tophit）                   | 3         |
| 蘇格蘭（官方榜单公司單曲榜）             | 14        |
| 斯洛伐克（電台百強單曲榜）               | 3         |
| 斯洛伐克（百強數位單曲榜）               | 9         |
| 西班牙（西班牙音樂製作協會）             | 5         |
| 瑞典（瑞典最熱榜）                       | 13        |
| 瑞士（瑞士热门音乐榜）                   | 16        |
| 英國（官方榜单公司單曲榜）               | 10        |
| 乌克兰单曲榜（Tophit）                   | 4         |
| 美国（《告示牌》百大單曲榜）             | 9         |
| 美國（《告示牌》成人當代單曲榜）         | 11        |
| 美國（《告示牌》Adult Pop Airplay）      | 9         |
| 美國（《告示牌》Pop Airplay）            | 11        |

| 排行榜（2016年）                   | 排名 |
| ---------------------------------- | ---- |
| 澳洲（澳大利亞唱片業協會）         | 53   |
| 比利时法蘭德斯（Ultratop）         | 71   |
| 加拿大（加拿大百強單曲榜）         | 34   |
| 丹麦（Tracklisten）                | 39   |
| 意大利（義大利音樂產業聯合會）     | 24   |
| 荷兰（百强单曲榜）                 | 61   |
| 紐西蘭（紐西蘭唱片業協會）         | 37   |
| 瑞士（瑞士熱門音樂榜）             | 62   |
| 英国单曲（官方榜單公司單曲榜）     | 61   |
| 美国《告示牌》百强单曲榜           | 50   |
| 美國當代成人單曲榜（《告示牌》）   | 30   |
| 美國成人四十強單曲榜（《告示牌》） | 31   |
| 美國主流四十強單曲榜（《告示牌》） | 38   |

## 销量认证
| 地區                                     | 认证    | 认证单位/销量 |
| ---------------------------------------- | ------- | ------------- |
| 澳大利亚（澳大利亚唱片业协会）           | 2× 白金 | 140,000‡      |
| 比利时（比利時唱片音樂協會）             | 白金    | 30,000‡       |
| 加拿大（加拿大音乐协会）                 | 4× 白金 | 320,000‡      |
| 丹麦（國際唱片業協會丹麥分會）           | 2× 白金 | 180,000‡      |
| 法国（法國唱片出版業公會）               | 白金    | 200,000‡      |
| 德国（聯邦音樂產業協會）                 | 金      | 200,000‡      |
| 意大利（意大利音乐产业联盟）             | 5× 白金 | 250,000‡      |
| 新西兰（新西兰唱片音乐协会）             | 白金    | 30,000‡       |
| 葡萄牙（葡萄牙唱片業協會）               | 白金    | 10,000‡       |
| 韓國                                     | —       | 2,500,000     |
| 西班牙（西班牙音樂製作協會）             | 2× 白金 | 80,000‡       |
| 瑞士（國際唱片業協會瑞士分会）           | 金      | 15,000‡       |
| 英国（英国唱片业协会）                   | 白金    | 600,000‡      |
| 美国（美國唱片業協會）                   | 4× 白金 | 4,000,000‡    |
| *僅含認證的實際銷量 ‡僅含認證的+實際銷量 |         |               |

## 发行历史
| 国家 | 日期          | 形式         | 厂牌   |
| ---- | ------------- | ------------ | ------ |
| 美国 | 2016年5月24日 | 當代流行電台 | 大西洋 |